# Meliorchis
Meliorchis is een geslacht van uitgestorven orchideeën uit de onderfamilie Orchidoideae. Het geslacht telt één soort: Meliorchis caribea.
Voor een beschrijving van het geslacht, zie aldaar.